# حوزه انتخابیه هفتم فلوریدا

نقشه ایالت فلوریدا

حوزه انتخابیه هفتم فلوریدا یک حوزه انتخابیه مجلس نمایندگان آمریکا است که در ایالت فلوریدا قرار دارد.